# 王琨
王 琨（おう こん、399年 - 482年）は、南朝宋から斉にかけての官僚。本貫は琅邪郡臨沂県。

## 経歴
王懌（王導の子の王薈の子）と侍婢のあいだの子として生まれた。名を崑崙といった。王懌は後に南陽の楽玄の娘を正妻に迎えたが、子ができなかったため、崑崙は琨と改名して、後嗣に立てられた。王琨は幼くして謹直篤実で、従伯父の王謐に愛された。南朝宋の永初年間、桓修の娘を妻として迎えた。郎中・駙馬都尉・奉朝請に任じられた。元嘉初年、従兄の王華が文帝の信任を受けて権力を握ると、王琨は推挙を受けて尚書儀曹郎・州治中となった。左軍諮議に累進し、録事を兼ねた。宣城郡太守として出向し、司徒従事中郎となり、義興郡太守に転じた。建康に召還されて北中郎長史・黄門郎をつとめた。寧朔将軍・東陽郡太守となった。孝建初年、廷尉卿となり、竟陵王驃騎長史に転じた。臨淮郡太守となり、尚書吏部郎に転じた。官吏の選抜にあたって、貴戚から請託を受けることが多かったが、王琨は公卿と士大夫の両門から官吏を任用した。かつて江夏王劉義恭がふたりの人を任用するよう王琨に頼んできたことがあったが、王琨は相手にしなかった。
孝建3年（456年）、持節・都督広交二州諸軍事・建威将軍・平南将軍・平越中郎将・広州刺史として出向した。ときに広州刺史はいったん在任すると3千万を得られると言われていたが、王琨は収奪をせず、清廉なことで知られた。廷尉となり、給事中の位を加えられ、寧朔将軍長史・歴陽郡内史に転じた。新安王東中郎長史となり、輔国将軍の号を加えられた。右衛将軍・度支尚書に転じ、永嘉王左軍府長史や始安王征虜府長史をつとめ、輔国将軍・広陵郡太守の位を加えられた。泰始元年（465年）、度支尚書に転じ、まもなく光禄大夫の位を加えられた。
従兄の王華の孫の王長が新建侯の爵位を嗣いだが、酒の上での失敗が多かったため、王琨は王長を任用しないよう上表した。冠軍将軍・呉郡太守として出向した。泰始4年（468年）、中領軍に転じた。郡用の朝舎銭36万を二宮諸王の供応と軍に献上する赤い綿入れを作るのに流用した罪で、光禄大夫に左遷された。まもなく太常・金紫光禄大夫となり、散騎常侍の位を加えられた。廷尉の虞龢が社稷を一神に統合する議論を起こしたことがあったが、王琨は故実を引用して反論した。当時、虞龢は明帝に深く信任されていたが、朝廷では王琨の議論を正当とする意見が多数であった。
泰豫元年（472年）、明帝が崩御すると、王琨は都督会稽東陽新安臨海永嘉五郡諸軍事・左軍将軍・会稽郡太守として出向した。後に冠軍将軍に降格された。元徽年間、金紫光禄大夫・弘訓太僕の位を受けた。元徽4年（476年）、特進の位を加えられた。昇明元年（477年）、順帝が即位すると、右光禄大夫の位に進んだ。昇明3年（479年）、順帝が蕭道成に迫られて禅譲を強要されると、王琨は「世の人々は長寿を喜ぶが、この老臣は我が高齢が恨めしい」と悲嘆し、周囲の者達も涙を流したという。蕭道成（高帝）が帝位に昇ると、王琨は位をそのままに南朝斉の朝廷にうつった。
同年（建元元年）、王琨は武陵王師を兼ね、侍中の位を加えられた。宰相の王倹に東海郡の迎吏を任用するよう頼まれたことがあったが、王琨はこれを拒絶した。まもなく王師の任を解かれた。建元4年（482年）、高帝が崩御すると、王琨は宮城まで数里を歩いて入朝した。無理がたたって病にかかり、死去した。左光禄大夫の位を追贈された。享年は84。

## 伝記資料
- 『南斉書』巻32 列伝第13
- 『南史』巻23 列伝第13